# Arroyo Leoncho
El arroyo Leoncho es un curso de agua uruguayo que atraviesa el departamento de Treinta y Tres perteneciente a la cuenca hidrográfica de la laguna Merín.
Nace en la cuchilla de Dionisio y desemboca en el arroyo del Parao tras recorrer alrededor de 21 km.